# Championnat de France féminin de basket-ball de deuxième division
Le championnat de France de basket-ball de Ligue féminine 2 (LF2) est la deuxième division nationale du basket-ball féminin professionnel en France. Ce championnat constitue l’antichambre de la Ligue féminine de basket.
Il est placé sous l’égide de la Fédération française de basket-ball.

## Histoire
Depuis sa création, la NF1 a toujours été l'antichambre de la LFB, avec un niveau et des budgets très variables entre les équipes. Jusqu’en 2006, 14 équipes évoluaient dans ce championnat. Mais durant l'année 2006, la Fédération française de basket-ball a voulu récompenser le dynamisme de certains clubs (le Toulouse Basket Club par exemple) en organisant des barrages d'accession de NF2 en NF1. Ce brutal changement ne fut pas du goût des clubs relégués cette année-là de NF1 vers la NF2. C’est ainsi que s’est effectuée la transition de 14 à 16 clubs.
En 2010, la Nationale féminine 1 est renommée en « Ligue féminine 2 » et, en changeant son statut en championnat semi-professionnel, s’affirme plus clairement encore comme l’antichambre de la Ligue féminine de basket.
En 2011, la Ligue féminine 2 passe de 16 à 14 clubs.
De douze clubs en 2024-2025, disputant des rencontres aller-retour avant une qualification des huit premières équipes pour les playoffs et une seule descente possible la dernière formation affrontant la troisième de Nationale 1, la division passe en 2025-2026 à quatorze clubs, avec une relégation des deux équipes les moins bien classées, hormis le Centre fédéral assuré d'un maintien.

### Historique du logo

Jusqu’en 2010
Depuis 2010

## Déroulement de la compétition
Actuellement, le championnat est composé de 14 clubs, qui s’opposent en 26 matches aller-retour. À l’issue de la saison régulière, de 2011 à 2014 :
- le premier est promu en LFB ;
- les quatre derniers sont relégués en NF1 ;
- le second promu en LFB est le vainqueur de la Finale à 4 se déroulant chez le premier de la saison régulière (dans ce cas désigné champion de France de LF2) ou, à défaut, le finaliste de la Finale à 4.

Dès 2015 avec une seule accession en Ligue féminine de basket, la formule est modifiée. Le champion est le vainqueur du Final Four, organisé sur le terrain du premier de la saison régulière, qui oppose les deux premiers de la saison régulière ainsi que les vainqueurs des classés d'une part 3e et 6e et d'autre part 4e et 5e.

## Palmarès
| Année                                         | Champion                                                                 | Vice-champion                                                            |
| --------------------------------------------- | ------------------------------------------------------------------------ | ------------------------------------------------------------------------ |
| Sous la dénomination d’Honneur                |                                                                          |                                                                          |
| 1934                                          | Cercle sportif Scarpe et Sensée                                          | Olympia Sports de Nice                                                   |
| Sous la dénomination d’Excellence             |                                                                          |                                                                          |
| 1951                                          | AGL Fougères                                                             | US Ivry                                                                  |
| 1957                                          | Amicale Bucaille                                                         | Nice UC                                                                  |
| Sous la dénomination de Nationale féminine 1B |                                                                          |                                                                          |
| 1991                                          | CJM Bourges Basket                                                       |                                                                          |
| 1992                                          | Tarbes Gespe Basket                                                      |                                                                          |
| 1993                                          | AS Montferrand                                                           |                                                                          |
| 1994                                          | AS Villeurbanne                                                          |                                                                          |
| 1995                                          | INSEP                                                                    |                                                                          |
| 1996                                          | INSEP                                                                    |                                                                          |
| 1997                                          | US Dunkerque                                                             |                                                                          |
| 1998                                          | COB Calais                                                               |                                                                          |
| Sous la dénomination de Nationale féminine 1  |                                                                          |                                                                          |
| 1999                                          | Lattes-Maurin Montpellier                                                |                                                                          |
| 2000                                          | Istres Sports BC                                                         |                                                                          |
| 2001                                          | ASA Sceaux Basket Féminin                                                |                                                                          |
| 2002                                          | Toulouse Launaguet Basket                                                |                                                                          |
| 2003                                          | COB Calais                                                               |                                                                          |
| 2004                                          | RC Strasbourg                                                            |                                                                          |
| 2005                                          | Challes-les-Eaux Basket                                                  |                                                                          |
| 2006                                          | ASPTT Arras                                                              |                                                                          |
| 2007                                          | SJS Reims                                                                |                                                                          |
| 2008                                          | Basket Landes                                                            |                                                                          |
| 2009                                          | SO Armentières                                                           | Limoges ABC                                                              |
| 2010                                          | FCB Charleville-Mézières                                                 |                                                                          |
| Sous la dénomination de Ligue féminine 2      |                                                                          |                                                                          |
| 2011                                          | Cavigal Nice Basket 06                                                   | Reims Basket Féminin                                                     |
| 2012                                          | BC Perpignan Méditerranée                                                | Toulouse Métropole Basket                                                |
| 2013                                          | Union féminine Angers Basket 49                                          | Cavigal Nice Basket 06                                                   |
| 2014                                          | BC Perpignan Méditerranée                                                | COB Calais                                                               |
| 2015                                          | Cavigal Nice Basket 06                                                   | Roche Vendée Basket Club                                                 |
| 2016                                          | Tarbes Gespe Bigorre                                                     | Roche Vendée Basket Club                                                 |
| 2017                                          | Roche Vendée Basket Club                                                 | Avenir Basket Chartres                                                   |
| 2018                                          | Landerneau Bretagne Basket                                               | Union féminine Angers Basket 49                                          |
| 2019                                          | Charnay Basket Bourgogne Sud                                             | Toulouse Métropole Basket                                                |
| 2020                                          | Compétition définitivement arrêtée en raison de la pandémie de Covid-19. | Compétition définitivement arrêtée en raison de la pandémie de Covid-19. |
| 2021                                          | Union féminine Angers Basket 49                                          | Toulouse Métropole Basket                                                |
| 2022                                          | Toulouse Métropole Basket                                                | BC La Tronche-Meylan                                                     |
| 2023                                          | Charnay Basket Bourgogne Sud                                             | C’ Chartres BF                                                           |
| 2024                                          | C' Chartres basket                                                       | Toulouse Métropole Basket                                                |
| 2025                                          | Toulouse Métropole Basket                                                | BC Montbrison                                                            |